# 地图衣目
地图衣目为茶渍纲的一目真菌。

## 下属分类
本属包括以下物种：
- 地图衣科 Rhizocarpaceae
- 不定孢衣科 Sporastatiaceae